# Michał Lisowski (inżynier)
Michał Lisowski (ur. 1943) – polski inżynier elektryk.

## Życiorys
Absolwent Politechniki Wrocławskiej. Od 2007 profesor na Wydziale Elektrycznym Politechniki Wrocławskiej. 
Wszedł w skład komitetu wspierającego kandydaturę Karola Nawrockiego na prezydenta RP w wyborach w 2025.